# Skuttunge församling
Skuttunge församling är en församling i Björklinge-Skuttunge-Viksta pastorat i Upplands västra kontrakt i Uppsala stift. Församlingen ligger i Uppsala kommun i Uppsala län.

## Administrativ historik
Församlingen har medeltida ursprung. 
Församlingen utgjorde till 1962 ett eget pastorat för att därefter ingå som annexförsamling i Björklinge pastorat.

## Kyrkor
- Skuttunge kyrka